# Sergio Aragonés
Pour les articles homonymes, voir Aragonés.
Œuvres principales
- Groo the Wanderer

Sergio Aragonés Domenech, né le 3 septembre 1937 à Sant Mateu en Espagne) est un auteur de bande dessinée hispano-mexicain, principalement connu pour la série Groo the Wanderer et ses publications dans le magazine Mad.

## Biographie
Alors qu'il est âgé de six mois, ses parents quittent l'Espagne pour échapper à la guerre civile et s'installe à Fréjus dans le sud de la France. Quatre ans plus tard, la famille part s'installer au Mexique. En 1953, alors qu'il fréquente le Lycée Franco-Mexicain de Mexico, il publie ses premiers dessins dans la revue Ja Ja et collabore avec l'hebdomadaire Mañana. Après des études d'architectures, il part pour New York en 1962. Après des débuts compliqués pendant lesquels il récite des poèmes dans les cafés et arrive à placer quelques illustrations humoristiques dans les journaux Gentlemen, Caper, Escapade et Gags and Dolls, il intègre l'équipe du journal Mad. À partir du numéro 76, il y publie des gags et des dessins humoristiques et parodiques dont notamment les vingt-cinq petits dessins publiés chaque mois dans les marges du journal. En 1967, il participe aux collections de poche de la revue. L'année suivante, il écrit des histoires complètes pour DC Comics dans Young Romance Comics, House of Mystery, House of Secrets, The Inferior Five, Binky's Buddies et Angel and the Ape. Il y crée également la série Plop! de 1973 à 1976.
À partir de 1982, il crée la série Groo the Wanderer chez Pacific Comics, puis chez Epic Comics, trois ans plus tard. Dans le même temps, il publie le fascicule Sergio Aragonés Louder than Words, il écrit aussi des gags pour l'émission de télévision Its a Whacky World et dessine des illustrations pour le New York Times et Punch. Entre 1994 et 1995, sa série vedette Groo the Wanderer fait une courte intrusion chez Image Comics et dans le même temps il se fait assister par Mark Evanier. En 1997, il reçoit un Reuben Award pour l'ensemble de sa carrière, il est le premier auteur indépendant et non-né aux États-Unis à recevoir cette récompense.

## Œuvre en français

### Comme auteur

#### One-shots
- AutobioGraphix, Dark Horse Comics, 2003
Scénario et dessin : Collectif -  (ISBN 1-593-07038-1)
- Oh, pardon !, Comics USA, 1989
Scénario et dessin : Sergio Aragonés -  (ISBN 2-87695-073-1)

#### Séries
- Buzz et Bell

- Des astres et désastres, Dupuis, 1991
Scénario et dessin : Sergio Aragonés -  (ISBN 2-8001-1810-5)

- Planètes pas nettes, Dupuis, 1991
Scénario et dessin : Sergio Aragonés -  (ISBN 2-8001-1870-9)

- Groo the Wanderer

- Z'avez pas vu Rufferto ?, Hors Collection, 2001
Scénario et dessin : Sergio Aragonés -  (ISBN 2-258-05738-8)

- Au pied Rufferto, Hors Collection, 2002
Scénario et dessin : Sergio Aragonés -  (ISBN 2-258-05739-6)

- Les Piépons

- Tout feu tout flamme, Dupuis, 1991
Scénario et dessin : Sergio Aragonés -  (ISBN 2-8001-1847-4)

- Feu à volonté, Dupuis, 1992
Scénario et dessin : Sergio Aragonés -  (ISBN 2-8001-1895-4)

### Comme dessinateur
- Aliens : Havoc
- 2 Book 2, Dark Horse Comics, 1997
Scénario : Mark Schultz - Dessin : Collectif

### Comme scénariste
- Bat Lash
- 1 Le Cow boy et le faisan, Arédit, 1970
Scénario et dessin : Collectif -  (ISBN 1-593-07038-1)

- Brûlant
- 44 Mission pour un soldat inconnu, Arédit, 1976
Scénario et dessin : Collectif

- The Spirit
- 14 The Medical murder, DC Comics, 2008
Scénario : Sergio Aragonés - Dessin : Mike Ploog
- 15 The Diamond exchange, DC Comics, 2008
Scénario : Sergio Aragonés - Dessin : Paul Smith
- 16 Stand in for murder, DC Comics, 2008
Scénario : Sergio Aragonés - Dessin : Paul Smith
- 17 Sea cruise, DC Comics, 2008
Scénario : Sergio Aragonés - Dessin : Aluir Amancio
- 18 Curse of the mummies, DC Comics, 2008
Scénario : Sergio Aragonés - Dessin : Paul Smith
- 19 The Spirit, DC Comics, 2008
Scénario : Sergio Aragonés - Dessin : Jason Armstrong
- 20 Do not feed the fish, DC Comics, 2008
Scénario : Sergio Aragonés - Dessin : Paul Smith
- 21 Nor prison walls..., DC Comics, 2008
Scénario : Sergio Aragonés - Dessin : Chad Hardin
- 22 Presto change-o..., DC Comics, 2008
Scénario : Sergio Aragonés - Dessin : Chad Hardin
- 23 (half) way out of west, DC Comics, 2009
Scénario : Sergio Aragonés - Dessin : Aluir Amancio
- 24 Veteran's benefits, DC Comics, 2009
Scénario : Sergio Aragonés - Dessin : Chad Hardin
- 25 Recipe for disaster, DC Comics, 2009
Scénario : Sergio Aragonés - Dessin : Aluir Amancio

### Comme encreur
- Flash Gordon
- INT Al Williamson's Flash Gordon: A Lifelong Vision of the Heroic, Flesk Publications, 2009
Scénario : Collectif - Dessin : Al Williamson -  (ISBN 978-1-933865-12-6)

## Récompenses et distinctions
- 1973 : Prix Shazam du meilleur encreur (humour) pour son travail dans Mad et de la meilleure histoire humoristique pour « The Poster Plague » dans House of Mystery n°202 (avec Steve Skeates)
- 1974 : Prix du comic book humoristique de la National Cartoonists Society
- 1975 : Prix du comic book humoristique de la National Cartoonists Society
- 1976 : Prix Inkpot
- 1977 : Prix du comic book humoristique de la National Cartoonists Society
- 1978 : Prix spécial de la National Cartoonists Society
- 1984 : Prix du cartoon humoristique de la National Cartoonists Society
- 1985 :  Prix Adamson du meilleur auteur international pour l'ensemble de son œuvre
- 1987 : Prix du comic book de la National Cartoonists Society
- 1990 : Prix de l’illustration de magazine ou de livre de la National Cartoonists Society
- 1990 : Prix humanitaire Bob Clampett
- 1990 : Prix Harvey spécial de l'humour
- 1991 : Prix Harvey spécial de l'humour
- 1992 : Prix Eisner de la meilleure publication humoristique pour Groo the Wanderer (avec Mark Evanier
- 1992 : Prix Harvey spécial de l'humour
- 1993 : Prix Harvey spécial de l'humour
- 1995 : Prix Harvey spécial de l'humour
- 1996 : Prix Eisner du meilleur auteur humoristique pour Groo
- 1997 : Prix Reuben pour son travail dans Mad et pour Groo
- 1997 : Prix Eisner de la meilleure publication humoristique pour Sergio Aragonés Destroys DC et Sergio Aragonés Massacres Marvel (avec Mark Evanier)
- 1997 : Prix Harvey spécial de l'humour
- 1998 : Prix Harvey du meilleur auteur pour
- 1998 : Prix Harvey spécial de l'humour
- 1999 : Prix Eisner de la meilleure publication humoristique pour Sergio Aragonés' Groo (avec Mark Evanier)
- 1999 : Prix Harvey spécial de l'humour
- 2000 : Prix Eisner de la meilleure publication humoristique pour Bart Simpson's Treehouse of Horror (avec Jill Thompson, Oscar Gonzalez Loyo, Steve Steere Jr., et Scott Shaw!)
- 2000 : Prix Harvey spécial de l'humour
- 2001 : Prix Eisner de la meilleure histoire courte pour « The Gorilla Suit », dans StreetWise (en)
- 2001 : Prix Harvey spécial de l'humour
- 2002 : Temple de la renommée Will Eisner
- 2013 : Prix Haxtur de l'humour pour Cinco décadas de sus mejores trabajos

### Ouvrages
- Patrick Gaumer, Dictionnaire mondial de la bande dessinée, Tours, Larousse, janvier 2001, 880 p. (ISBN 2-03-505 162-2)
- (en) Evanier, Mark, Mad Art, Watson-Guptill Publications, 2002,  (ISBN 0823030806)